# Sui generis
Sui generis  (/ˌsuːi ˈʒɛnərɪs/ SOO-ee ZHEN-ər-iss, Klassiek Latijn: [ˈsʊ.iː ˈɡɛnɛrɪs]) is een Latijnse uitdrukking die betekent: "van zijn eigen soort " of"opzichzelfstaand", en dus uniek, niet volgend uit iets anders. De uitdrukking wordt gebruikt voor uitzonderingen binnen grotere systemen waarmee hetgeen in relatie staat, zoals verschillende wetenschappen als biologie, recht, filosofie, geneeskunde en de kunsten.

## Wetenschap
In de biologie wordt het gebruikt bij geslachten die slechts uit een enkele soort bestaan. Zo leek het in 1995 gecreëerde geslacht Symbion slechts uit de Symbion pandora te bestaan tot in 2006 de Symbion americanus werd ontdekt. Een geslacht is niet sui generis als de overige soorten uitgestorven zijn, zoals bij Homo, waar de mens de enige overlevende soort is.

## Recht
In het recht is sui generis speciaal voor en naar aanleiding van een enkele toepassing in het leven geroepen, in bijzonder gevallen waar een unieke interpretatie van een zaak of jurisprudentie nodig is, zoals databankenrecht of het chipsrecht, intellectuele eigendomsrechten, werken die niet onder de algemene auteurswet vallen, en oorlogsrecht, voor handelingen die worden beschouwd als legal vanwege uitzonderlijke omstandigheden tijdens conflicten.

#### Internationaal Recht
In het internationaal recht verwijst sui generis naar situaties die zo uniek zijn dat ze niet eenvoudig onder bestaande rechtskaders of verdragen vallen. Dergelijke gevallen vereisen daardoor vaak nieuwe juridische benaderingen, zoals bij het internetrecht of de de ruimtevaartrecht. Sui generis-systemen zijn van belang omdat deze het mogelijk maken om flexibel te reageren op nieuwe wereldwijde uitdagingen die door het traditioneel internationaal recht niet worden gedekt. Door hun unieke karakter zijn deze juridische regimes soms moeilijk te interpreteren, toe te passen of af te stemmen op bestaande wetten.

## Filosofie
In de filosofie betekent het dat gevolgtrekkingen niet uit andere ideeën of concepten volgen.

## Kunst
Een boek, film, televisieserie of andere artistieke creatie wordt sui generis genoemd wanneer het niet past binnen de standaard genregrenzen.